# Каллистрат (Романенко)
Архиепископ Каллистра́т (в миру Влади́мир Серге́евич Романе́нко; 8 августа 1974, Москва) — архиерей Русской православной церкви, архиепископ Бежецкий и Удомельский. Автор статей по истории Алтайской духовной миссии.

## Биография
В 1981—1991 годы обучался в средней школе. В школьные годы пел и читал на клиросе в московском храме в честь Тихвинской иконы Пресвятой Богородицы в Алексеевском.
В 1991 году поступил в Московскую духовную семинарию.
В 1994 года зачислен в братию Свято-Троицкой Сергиевой лавры. В монастыре нёс послушания экскурсовода, певчего и регента.
13 апреля 1995 года наместником Лавры архимандритом Феогностом (Гузиковым) пострижен в монашество с именем Каллистрат в честь мученика Каллистрата. Впоследствии поменял своё имя в паспорте с Владимир на Каллистрат.
В 1995 году окончил Московскую духовную семинарию и поступил в Московскую духовную академию, которую окончил в 1999 году.
2 июня 1996 года в Троице-Сергиевой Лавре рукоположен во иеродиакона епископом Истринским Арсением (Епифановым).
В 1997—2000 годы — инструктор в детском центре образования «Пересвет».
В 2000—2002 годы — регент в скиту в честь святой равноапостольной Марии Магдалины в посёлке Лоза.
17 марта 2002 года в Троицком соборе Данилова монастыря рукоположен во иеромонаха патриархом Московским и всея Руси Алексием II.
С 2002 по 2003 год служил в Троицком скиту Соловецкого монастыря на острове Анзер. Был первым священником скита после его возвращения Церкви.
В 2003 году принимал участие в строительстве храма Живоначальной Троицы — Патриаршего подворья в Антарктиде. Дважды зимовал на антарктической научной станции «Беллинсгаузен».
В 2007 году основал монашеский скит и пасеку при нём в Усть-Коксинском районе Республики Алтай. При этом продолжал оставаться ответственным за организацию служения в храме Живоначальной Троицы — Патриаршем подворье в Антарктиде.
В 2008 году окончил Государственный колледж технологии и управления «Колледжный комплекс» Московской области.

### Архиерейство
2 октября 2013 года решением Священного Синода Русской православной церкви избран епископом новообразованной Горноалтайской и Чемальской епархией.
29 октября 2013 года в храме Всех святых, в земле Российской просиявших, Патриаршей и Синодальной резиденции в Даниловом монастыре в Москве Патриарх Московский и всея Руси Кирилл возглавил чин наречения архимандрита Каллистрата во епископа Горноалтайского и Чемальского.
10 ноября 2013 года за литургией в храме Рождества Пресвятой Богородицы во Владыкине хиротонисан во епископа Горноалтайского и Чемальского. Хиротонию возглавил Святейший Патриарх Московский и всея Руси Кирилл, митрополит Крутицкий и Коломенский Ювеналий (Поярков), архиепископ Истринский Арсений (Епифанов), архиепископ Сергиево-Посадский Феогност (Гузиков), епископ Солнечногорский Сергий (Чашин), епископ Дмитровский Феофилакт (Моисеев), епископ Подольский Тихон (Зайцев), епископ Нарьян-Марский и Мезенский Иаков (Тисленко), епископ Барнаульский и Алтайский Сергий (Иванников).
Прибыв на кафедру, отметил острую нехватку духовенства: «Если иметь два-три приписных храма, как у многих наших батюшек по сёлам, то в таких случаях он, получается, служит раз в месяц, и при этом у него совсем нет выходных дней, ни одного. Такая получается нагрузка». «Необходимо, чтобы священников было столько, чтоб каждый желающий мог побеседовать, исповедоваться, освятить своё жилище, чтобы он не имел препятствий к осуществлению своего намерения».
C 17 по 28 ноября 2014 года в Москве слушал двухнедельные курсы повышения квалификации для новопоставленных архиереев Русской Православной Церкви.
4 декабря 2017 года в кафедральном соборном храме Христа Спасителя города Москвы возведён в сан архиепископа патриархом Московским и всея Руси Кириллом в соответствии с новым Положением о наградах Русской Православной Церкви.
25 июля 2024 года переведён на кафедру Новороссийской епархии.
24 октября 2024 года переведён в Тверскую митрополию архиепископом Бежецким и Удомельским с освобожденим от управления Новороссийской епархией.

## Публикации
статьи
- Благотворительная деятельность Алтайской духовной миссии // Церковно-исторический вестник. 2013—2014. — № 20/21 — С. 146—152
- Преподобный Макарий (Глухарев) и основание Алтайской духовной миссии Архивная копия от 15 января 2022 на Wayback Machine // Макарьевские чтения: материалы 11 международной научно-практической конференции (21-24 сентября 2016) / ред. Ф. И. Куликов. — Горно-Алтайск : РИО ГАГУ, 2016. — 242 с. — С. 25-29.
- Оседлый образ жизни как основа христианизации коренных жителей Алтая в XIX веке Архивная копия от 15 мая 2021 на Wayback Machine // Культура и цивилизация. Научный журнал по культурологии. — Том 7. — № 1А. — 2017. — С. 107—121 (в соавторстве с прот. Георгием Крейдуном)
- Материальное обеспечение Алтайской духовной миссии Архивная копия от 15 мая 2021 на Wayback Machine // Христианское чтение. 2018. — № 1. — С. 200—207.
- К вопросу об образовании Алтайской духовной миссии Архивная копия от 15 мая 2021 на Wayback Machine // Вестник Православного Свято-Тихоновского Гуманитарного Университета. — 2018. — № 82. — С. 11-22

интервью
- Настоятель Антарктиды Архивная копия от 23 июня 2013 на Wayback Machine // «Нескучный сад». 2004. — № 4 (11)
- Иеромонах Каллистрат (Романенко) // Клуб любителей Горного Алтая, 10 марта 2013
- Светлый вечер с епископом Горноалтайским и Чемальским Каллистратом (13.10.2015) Архивная копия от 15 мая 2021 на Wayback Machine // Радио ВЕРА, 13 октября 2015